# Uvariodendron mirabile
Uvariodendron mirabile är en kirimojaväxtart som beskrevs av Robert Elias Fries. Uvariodendron mirabile ingår i släktet Uvariodendron och familjen kirimojaväxter. Inga underarter finns listade i Catalogue of Life.